# Pempheris
Pempheris – rodzaj morskich ryb z rodziny zmiataczowatych (Pempheridae).

## Klasyfikacja
Takson opisany przez Georgesa Cuviera w 1829. Gatunkiem typowym jest Pempheris touea.
Gatunki zaliczane do tego rodzaju:

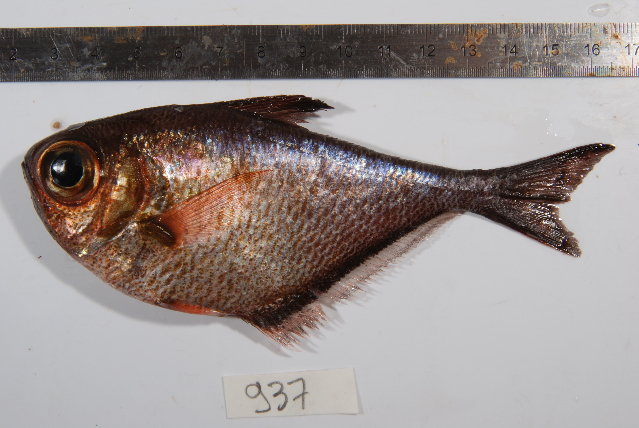
Pempheris adspersa
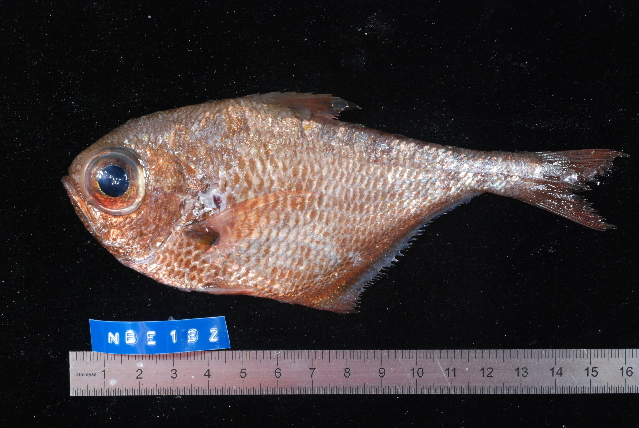
Pempheris adusta
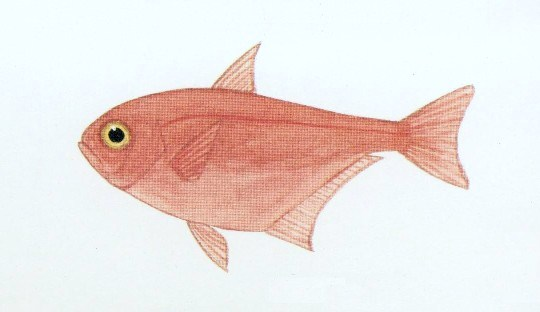
Pempheris affinis
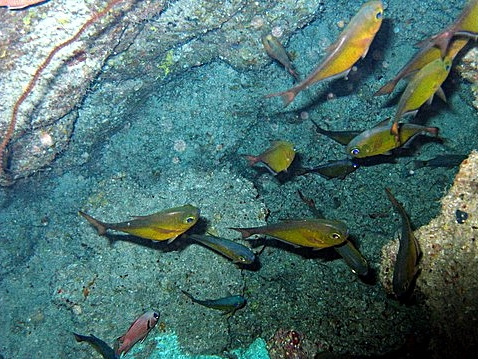
Pempheris analis
- Pempheris andilana
- Pempheris argyrea
- Pempheris bexillon
- Pempheris bineeshi
- Pempheris bruggemanni
- Pempheris compressa
- Pempheris connelli
- Pempheris convexa
- Pempheris cuprea
- Pempheris darvelli
- Pempheris eatoni
- Pempheris ellipse
- Pempheris erythraea
- Pempheris familia
- Pempheris flavicycla
- Pempheris gasparinii
- Pempheris hadra
- Pempheris heemstraorum
- Pempheris hollemani
- Pempheris ibo
- Pempheris itoi
- Pempheris japonica
- Pempheris klunzingeri
- Pempheris kruppi
- Pempheris kruppi
- Pempheris kuriamuria
- Pempheris leiolepis
- Pempheris malabarica
- Pempheris mangula
- Pempheris megalops
- Pempheris micromma
- Pempheris molucca
- Pempheris multiradiata
- Pempheris muscat
- Pempheris nesogallica
- Pempheris nyctereutes
- Pempheris orbis
- Pempheris ornata
- Pempheris otaitensis
- Pempheris oualensis – zmiatacz malgaski[3]
- Pempheris pathirana
- Pempheris peza
- Pempheris poeyi
- Pempheris rapa
- Pempheris rhomboidea
- Pempheris rochai
- Pempheris rubricauda
- Pempheris russellii
- Pempheris sarayu
- Pempheris sasakii
- Pempheris schomburgkii – zmiatacz karaibski[3]
- Pempheris schreineri
- Pempheris schwenkii
- Pempheris sergey
- Pempheris shimoni
- Pempheris shirleen
- Pempheris smithorum
- Pempheris tau
- Pempheris ternay
- Pempheris tilman
- Pempheris tiran
- Pempheris tominagai
- Pempheris trinco
- Pempheris ufuagari
- Pempheris vanicolensis
- Pempheris viridis
- Pempheris wilsoni
- Pempheris xanthomma
- Pempheris xanthoptera
- Pempheris ypsilychnus
- Pempheris zajonzi

- Pempheris adusta
- Pempheris mangula
- Pempheris oualensis
- Pempheris vanicolensis